# 산도조절제
산도조절제(酸度調節劑, 영어: acidity regulator)는 식품의 산도를 적절한 범위로 조정하는 식품 첨가물이다. 식품 첨가물은 보존 효과를 높이기 위해 사용한다. 이외에도 식품의 색과 산화 방지에 영향을 미친다. 주로 사용되는 식품은 면, 치즈, 발효유 등이 있다. 대표적인 산도 조절제로는 수산화 나트륨, 황산, 구연산 등이 있다. 인터넷 상에서는 산도 조절제에 대해 많이 나와 있지 않지만, 그만큼 섭취하였을 때 큰 피해는 없다. 하지만 산도 조절제도 식품 첨가물인 만큼 섭취하였을 때 몸에 좋지는 않다. 결론적으로 한 번 먹으면 피해는 적지만 많이 먹으면 안된다는 것이다. 산도 조절제는 식품 첨가물에도 나와 있다.

## 같이 보기
- 아디프산
- 탄산수소 나트륨

## 참고 문헌
- 네이버 백과사전